# Кобонокі Цукаса
Цукаса Кобонокі  (яп. 枋木 司 Кобонокі Цукаса, (5 грудня 1991 , Регіон Тохоку ))  — японський біатлоніст.

## Кар'єра
У Кубку світу Кобонокі дебютував у сезоні 2014-2015. На першому ж старті йому вдалося набрати свої кубкові очки. 3 грудня 2014 року в індивідуальній гонці у шведському Естерсунді Кобонокі з одним промахом фінішував на 32-му місці. Завдяки цьому він закріпився в збірній Японії.

## Результати за кар'єру

### Чемпіонати світу
| Змагання         | Інд. гонка | Спринт | Гонка пер. | Мас-старт | Естафета | Змішана ес. | Од. змішана ес. |
| ---------------- | ---------- | ------ | ---------- | --------- | -------- | ----------- | --------------- |
| Контіолахті 2015 | 69         | 67     | —          | —         | 21       | —           | Н/Д             |
| Осло 2016        | 75         | 67     | —          | —         | 22       | —           | Н/Д             |
| Естерсунд 2017   | 68         | 75     | —          | —         | 15       | 15          | —               |
| Антгольц 2019    | 52         | 48     | 54         | —         | 20       | 15          | —               |
| Поклюка 2021     |            | 58     | 42         |           |          | 20          |                 |

#### Кубки світу
| Сезон   | Інд. гонка | Спринт | Гонка пер. | Мас-старт | Загальний залік |
| ------- | ---------- | ------ | ---------- | --------- | --------------- |
| 2014–15 | 25         | —      | —          | —         | 86              |
| 2018–19 | —          | 80     | —          | —         | 95              |
| 2020–21 | —          | 68     | —          | —         | 82              |